# 90 Pułk Artylerii Obrony Przeciwlotniczej

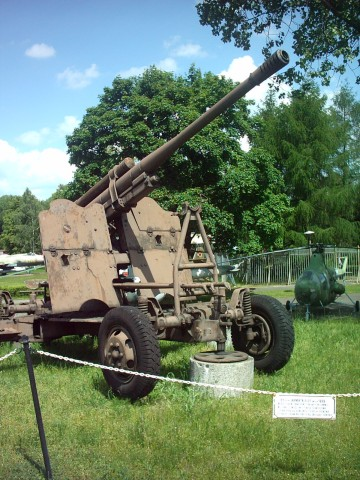
85 mm armata przeciwlotnicza wz.39

90 Pułk Artylerii Obrony Przeciwlotniczej (90 pa OPL) – oddział artylerii przeciwlotniczej ludowego Wojska Polskiego.

## Formowanie i zmiany organizacyjne
Sformowany jako pułk przeciwlotniczy średniego kalibru na podstawie rozkazu MON 0043/Org 17 maja 1951. Wchodził początkowo w skład 7 Korpusu Artylerii Obrony Przeciwlotniczej, a następnie 13 DAPlot. Stacjonował w Nowej Hucie. W 1967 przemianowany na 81 Samodzielny Pułk Artylerii OPK.

## Struktura organizacyjna
Dowództwo i sztab
- pluton dowodzenia
- bateria szkolna
- 4 baterie artylerii przeciwlotniczej
  - pluton dowodzenia
  - pluton ogniowy
  - pluton przyrządów

Razem w pułku:
- 455 żołnierzy; 18 armat plot 85 mm wz 39; 5 przyrządów PUAZO-3; 5 dalmierzy